# پاین اسپرینگز (مینه‌سوتا)
پاین اسپرینگز، مینه‌سوتا (به انگلیسی: Pine Springs, Minnesota) یک شهر در ایالات متحده آمریکا است که در شهرستان واشینگتن واقع شده‌است.

## خصوصیات
پاین اسپرینگز ۲٫۴۶ کیلومترمربع مساحت و ۴۰۸ نفر جمعیت دارد و ۲۹۸ متر بالاتر از سطح دریا واقع شده‌است.